# John Serry Sr.
John Serry Sr. (nombre de nacimiento John Louis Serrapica; 29 de enero de 1915 - 14 de septiembre de 2003) fue un acordeonista, arreglista, compositor, organista y profesor estadounidense, que actuó en conciertos en la CBS, retransmitidos en los Estados Unidos. Fue miembro de varias orquestas profesionales, orquestas de bolero y conjuntos de jazz durante casi cuarenta años, entre las décadas de 1930 y 1960. Como organista, también avanzó en el uso del órgano durante los servicios interreligiosos (liturgia) durante 35 años adicionales.

## Biografía
Como defensor de la música latinoamericana y del acordeón bajo-libre, Serry actuó tocando el acordeón y el piano en el programa musical de radio Viva América, transmitido en vivo para Sudamérica bajo la oficina de diplomacia cultural del Departamento de Estado de los Estados Unidos (Office for Inter-American Affairs) para la Voz de América durante la Segunda Guerra Mundial. Sus actuaciones en la radio CBS en el programa Viva America con Juan Arvizu, Néstor Mesta Cháyres, Eva Garza, Terig Tucci y La CBS Orquesta Panamericana ayudaron a introducir Bolero mexicano y música latinoamericana ante grandes audiencias en todo Estados Unidos.
También fue miembro de la Orquesta Panamericana de la CBS (1940-1949), regida por Alfredo Antonini (un estudiante de Arturo Toscanini), y de la Columbia Concert Orquesta (1940-1949).

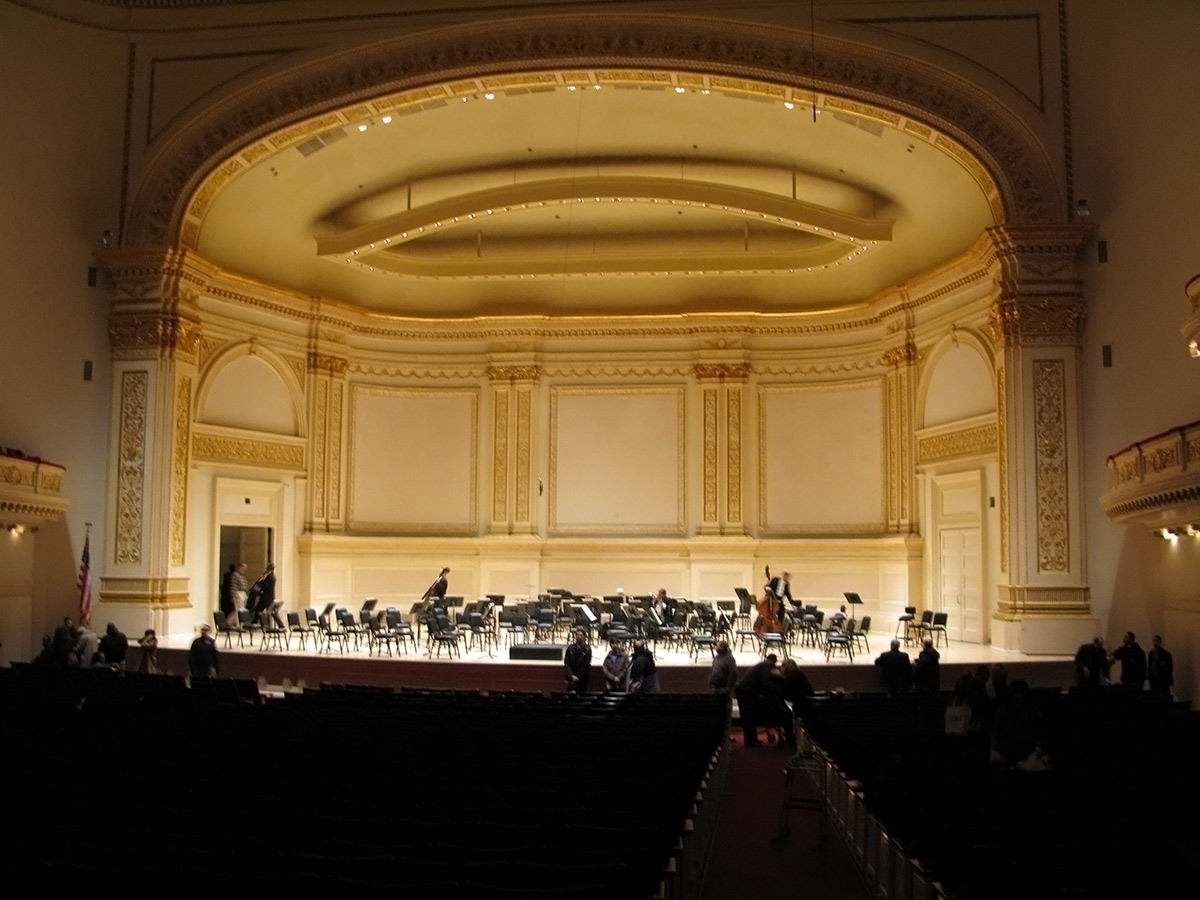
Carnegie-hall-isaac-stern

Varias de sus retransmisiones con la orquesta de la CBS (1949-1960) fueron inclusas en el archivo permanente de la colección del Paley Center for Media, en Nueva York. A lo largo de las décadas, se presentó con muchos maestros de orquesta y líderes de bandas de jazz, incluyendo Shep Fields, Erno Rapee, Lester Lanin, Alfredo Antonini, Howard Barlow, Alexander Smallens, Archie Bleyer, Andre Kostelanetz, Percy Faith, Ben Selvin, Miguel Sandoval, Guy Lombardo, Mitch Miller  y Robert Irving (Director de Música - New York City Ballet). También colaboró con varios destacados músicos y solistas latinoamericanos, entre ellos:Elsa Miranda, Terig Tucci, Juan Arvizu, Néstor Mesta Chayres (Tenor mexicano), Eva Garza y Miguel Sandoval (compositor Guatamaliano) y Marianne Oswald (cantante francés).

Las interpretaciones de Serry con orquestas Big Band, clásicas, de radio y televisión y de teatros de la Broadway (Circuito de Broadway) fueron ejecutadas en salas de concierto como: la Rainbow Room en el Rockefeller Center (1935); Starlight Roof, en el Hotel Waldorf Astoria (1936-1937); Radio City Music Hall (1935); el Palmer House en Chicago (1938); el Biltmore Hotel, en Los Ángeles (1938); Carnegie Hall bajo la dirección de Alfredo Antonini (1946); el Plaza Hotel (1940); The Town Hall (1941-1942); el Ed Sullivan Theater (1959) para la CBS ; el Empire Teatro (Nueva York) (1953); 54th Street Theatre (1965); El Teatro de la Broadway (1968); Imperial Theater (1968); New York State Theater en Lincoln Center (1968); y clubes sociales nocturnos de Nueva York como El Marruecos, El Chico y The Riviera, en la década de 1930 (Ver Café society).

### Influencias musicales
Serry nació John Serrapica en Brooklyn, Nueva York, de padres italianos Pasquale Serrapica y Anna Balestrieri de Castellammare di Stabia, Italia. Era el cuarto hermano de una familia que incluía trece hijos. Su primera exposición a la música clásica se produjo gracias a la influencia de su padre, que entretuvo a sus hijos con actuaciones en la mandolina y el piano. Serry desde la edad de cinco años fue alentado por su padre para que lo acompañara al teclado y para tocar con grabaciones fonográficas de música clásica de los principales compositores europeos, entre ellos: Giuseppe Verdi, Giacomo Puccini, Gioachino Rossini, Ludwig van Beethoven y Wolfgang Amadeus Mozart.
Serry asistió a Brooklyn Technical High School, preparándose para una carrera en arquitectura. Después de que una enfermedad casi fatal interrumpió su trabajo en el piano, el padre de Serry lo animó a aprender a tocar el acordeón. Estudió con el acordeonista Joseph Rosse de 1926 a 1929 en la Escuela Pietro Deiro en Nueva York, y a la edad de 14 tocó en vivo en la estación de radio italiana WCDA. Realizó estudios de Piano y Armonía con Albert Rizzi de 1929 a 1932 y en Armonía y Contrapunto con Gene Von Hallberg fundador de la American Accordionists Association, durante dos años. Una amistad de por vida con la acordeonista Louise Del Monte se estableció como resultado de estos estudios. Del Monte despertó el interés de Serry por la música latinoamericana. Los estudios avanzados en Armonía y Orquestación se completaron bajo la instrucción del compositor Robert Strassburg (un estudiante de Igor Stravinsky, Walter Piston y Paul Hindemith) en la década de 1940. Se especializó en la estudio de la música por: George Gershwin, Maurice Ravel y Claude Debussy.

### Los 1930s: Era de las big bands

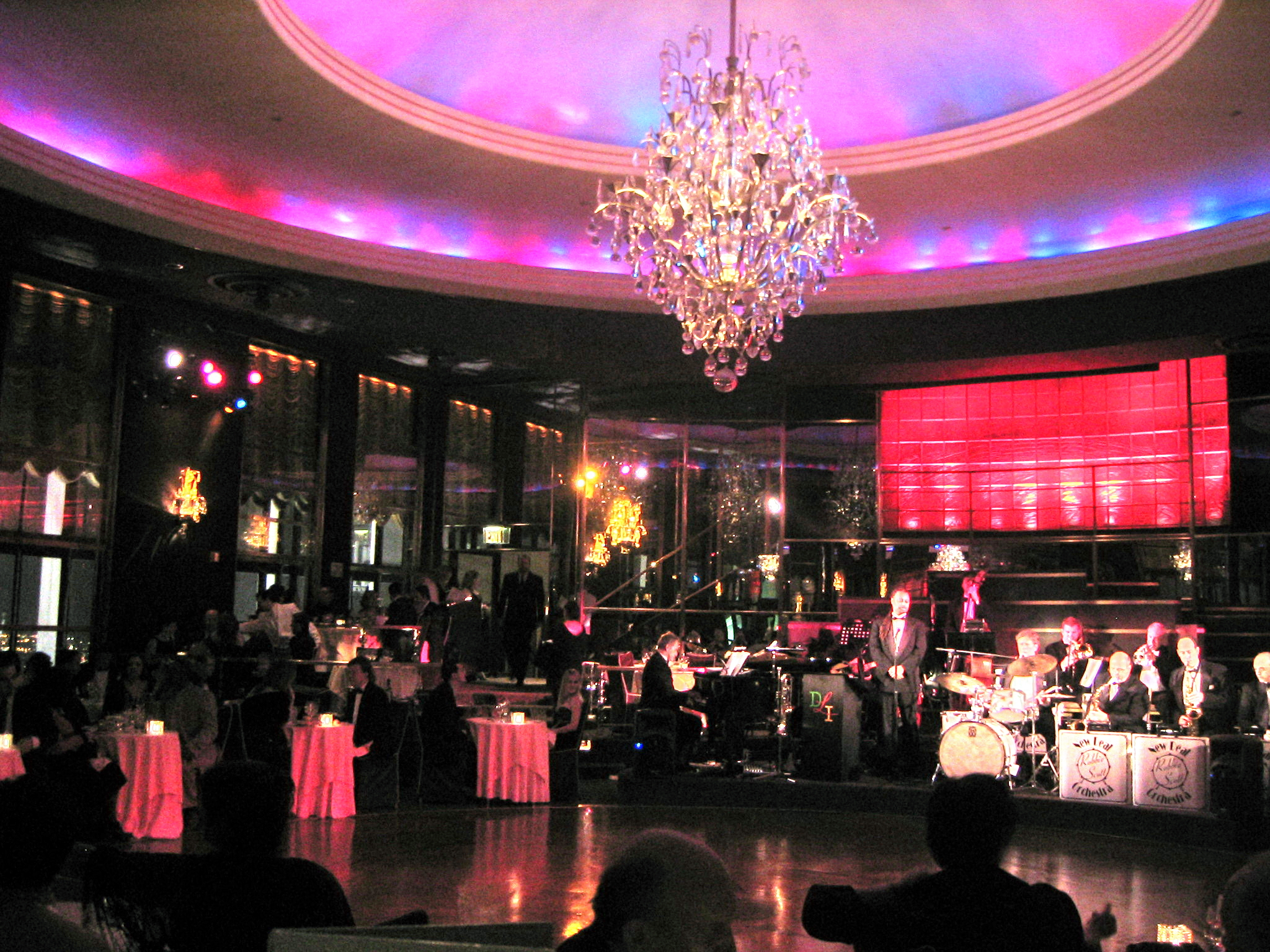
Rainbow Room en Rockefeller Center, New York City

Durante la "Era de Big Band" de la década de 1930, Serry comenzó su carrera profesional haciendo apariciones con la Orquesta Ralph Gomez Tango en el Rainbow Room en el edificio RCA en el Rockefeller Center lo que llevó a un compromiso extendido allí en 1935. Serry actuó bajo la dirección de Erno Rapee, director de la Orquesta del Radio City Music Hall, y fue el primer solista de acordeón en el escenario en 1933. Tocó con la Orquesta de Tango Hugo Mariana en el Waldorf Astoria Hotel en la década de 1930 y con Alfred Brito - un líder de la Orquesta Cubana en Nueva York (1936), y Mischa Borr, directora de la orquesta de la casa del Waldorf Astoria Hotel (La Orquesta Waldorf-Astoria) durante la década de 1930. También apareció como solista de funciones de la sociedad durante este tiempo en Starlight Roof con Orquesta Lester Lanin. Además actuó regularmente en clubes de la sociedad, incluidos El Morocco, el Chico y Riviera en Nueva York.
Serry tocó con el grupo de jazz Shep Fields, incluso durante una gira nacional que presentó transmissiones de radio en vivo desde el Hotel Palmer House en Chicago, Illinois y el Biltmore Hotel en Los Ángeles, California a través de la red NBC (1937-1938) Estas transmisiones remotas de Big Band fueron notables por utilizar la nueva tecnología de "Transmisión Radiogran" de Zenith Electronics Corporation. Las Actuaciones de Serry como miembro de la orquesta y solista están documentadas en un segmento de la antología musical de Paramount Pictures The Big Broadcast of 1938 ("This Little Ripple Had Rhythm") y Thanks for the Memory - que obtuvo el Oscar a la Mejor Canción Original en 1939 Además, grabó varias canciones populares de la época para Bluebird Records, incluyendo: With a Smile and a Song (Frank Churchill/Larry Morey), Whistle While You Work (Frank Churchill/Larry Morey) y Now It Can be Told (Irving Berlin).

### Los 1940s: La edad oro de la radio

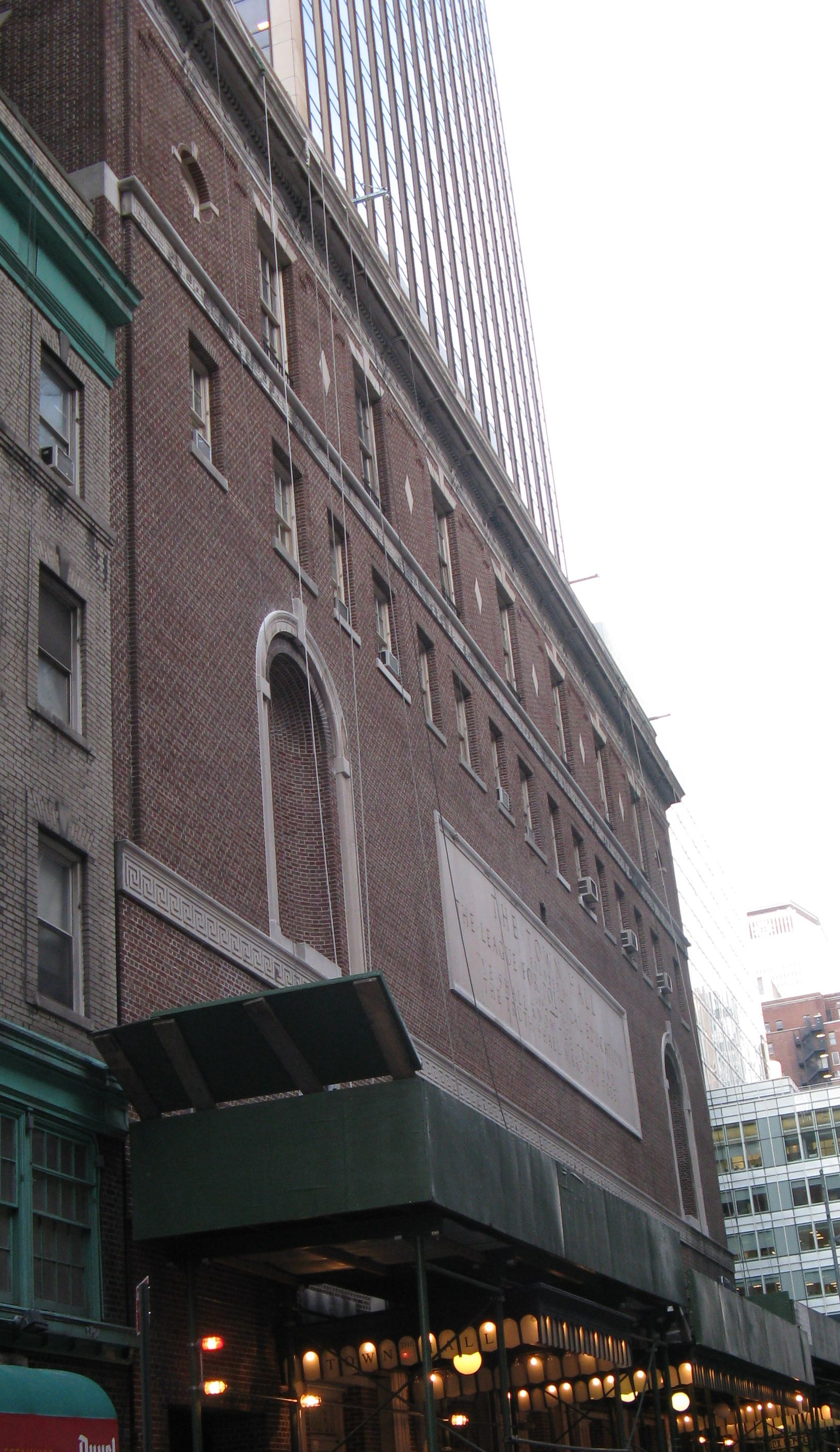
Town Hall en Nueva York
Ny-town-hall

Durante la "Edad de Oro de la Radio" en la década de 1940, actuó en varias transmisiones en vivo para la red CBS, incluyendo: The Gordon MacRae Show - Star of Stars (1946), The Coca Cola Hour con la  Percy Faith Orchestra (1948), y The Jean Sablon Show (1947). Serry se casó con su esposa Julia en la década de 1940 y se mudó al condado de Nassau, Nueva York en Long Island para criar a una familia de cuatro hijos. En 1941, Serry interpretó música de opera en The Town Hall bajo la batuta de Alexander Smallens en actuaciones de Four Saints in Three Acts de Virgil Thomson en colaboración con el director coral Leonard De Paur. Como miembro de la Orquesta de la CBS, actuó con varios músicos internacionales, entre ellos: Marianne Oswald (Marianne Lorraine - Cantante Francesa) en una representación de obras del poeta estadounidense Carl Sandburg (1942) y Alfredo Antonini - director de la Orquesta Panamericana CBS en la cadena CBS (1940-1949) Su actuación con Marianne Lorraine fue alabada en The Players Magazine como una experiencia fresca, única e intrigante. También coloboró con: Terig Tucci, Juan Arvizu, Néstor Mesta Cháyres- un tenor mexicano, también conocido como "El Gitano De Mexico" (1942 y 1945), Eva Garza - la cantante Mexicana presentada en Viva America para CBS/ABC Radio, Miguel Sandoval - compositor y pianista de Guatemala de la cadena CBS (1940s) y Marlene Dietrich - en una actuación de Lili Marlene en la radio de CBS (1945). Sus actuaciones en la radio CBS en el programa Viva America con Juan Arvizu, Néstor Mesta Chayres, Terig Tucci, Alfredo Antonini y La CBS Orquesta Panamericana ayudaron a introducir el bolero mexicano y la música latinoamericana ante grandes audiencias en todo Estados Unidos.
Mientras trabajaba con Alfredo Antonini y la Orquesta Pan Americana de la CBS, grabó varias canciones populares mexicanas para Columbia Records (Catálogo # 6201-X) con el vocalista mexicano Luis G. Roldán. Incluyeron: Tres Palabras (Osvaldo Farrés) y Esta Noche Ha Pasado (M. Saber Maroquin).  Mientras actuaba con la Viva America Orquesta de Antonini, colaboró con el trío latino Los Panchos para grabar La Palma (un baile cueca chileno) y Rosa Negra (una conga) para Pilotone Records (Catálgo # 5067, # 5069). También grabó Granada con el tenor lírico Nestor Mesta Chayres en Decca Records (Catálgo # 23770A). Las grabaciones de Serry con Antonini y la cantante Victoria Cordova para Muzak Inc. también incluyeron varios canciones populares de América Latina, entre ellos: Verde Luna (Vincente Gomez), Amor (Gabriel Ruiz Galindo), Siboney (Ernesto Lecuona), You Belong to My Heart (Agustín Lara), Edlma-Pasillo (Terig Tucci) y What a Difference a Day Made (María Grever).   En 1946 también trabajó con la cantante Elsa Miranda y Alfredo Antonini para grabar varias canciones latinoamericanas para Alpha Records (Catálogo # 12205A, 12205B,  12206A, 12206B) incluyendo: Tres Palabras (Osvaldo Farrés), Caminito de Tu Casa (Julio Alberto Hernández), Chapinita (Miguel Sandoval) y Noche de Ronda (Agustín Lara). Los críticos revisaron el álbum en la revista "The New Records" en 1946. Elogiaron a la orquesta y alabaron la grabación como uno de los mejores álbumes nuevos de música latinoamericana. Serry también grabó su canción Leone Jump como segundo acordeonista de la orquesta Joe Biviano para Sonora Records en 1946 (Accordion Capers, Sonora, MS 476). Una copia de su interpretación se conserva en el Museo Nacional de Historia Americana del Instituto Smithsonian en Washington, D.C.
En Europa, los miembros de las fuerzas armadas de Estados Unidos también disfrutaron de su arte en el programa Viva America, que se transmitió a través de la Cadena de las Fuerzas Armadas durante la Segunda Guerra Mundial cada semana. Para 1945, estos espectáculos también fueron transmitidos por 114 estaciones afiliadas a la CBS "La Cadena de las Américas" y Voice of America para audiencias en veinte naciones latinoamericanas en apoyo de la política de buena vecindad del Presidente Franklin Roosevelt y Panamericanismo.
Serry fundó y dirigió un estudio de música en Manhattan y en Long Island, Nueva York, y entre 1945 y en la década de 1980 proporcionó instrucción sobre acordeón, piano y órgano. Fue invitado a contribuir a la serie anual de Clases de Acordeón Maestro y seminarios patrocinados por la American Accordionists Association en la ciudad de Nueva york en agosto de 2000. A lo largo de los años sus alumnos incluyeron a Anthony Ettore, ex presidente de la American Accordionists Association y Robert Davine, un acordeonista internacional y educador musical de la Escuela de Música Lamont de la Universidad de Denver. Serry también publicó varios libros de métodos para sus estudiantes de primaria, intermedia y avanzada entre 1945 y 1983.

### Los 1950s: Televisión en vivo
Durante la década de 1950 también actuó en la Orquesta de la CBS para varios programas de televisión importantes, entre ellos: I Remember Mama con Peggy Wood (1953), The Ed Sullivan Show (1959), y The Frank Sinatra Show. En 1951 también arregló sus composiciones La Culebra y African Bolero para flauta sola. Posteriormente dedicó los puntajes a su amigo cercano Julius Baker (primer flautista de la Columbia Broadcasting Symphony Orchestra en CBS y de la Orquesta Filarmónica de Nueva York). En 1951 también colaboró con el director de orquesta Andre Kostelanetz en los boadcasts Eastman Kodak Kinescopio.
Serry compuso una rapsodia para acordeón a piano en 1955 titulada American Rhapsody. Fue revisado para piano in 2002.

### Los 1960's: Teatro de broadway

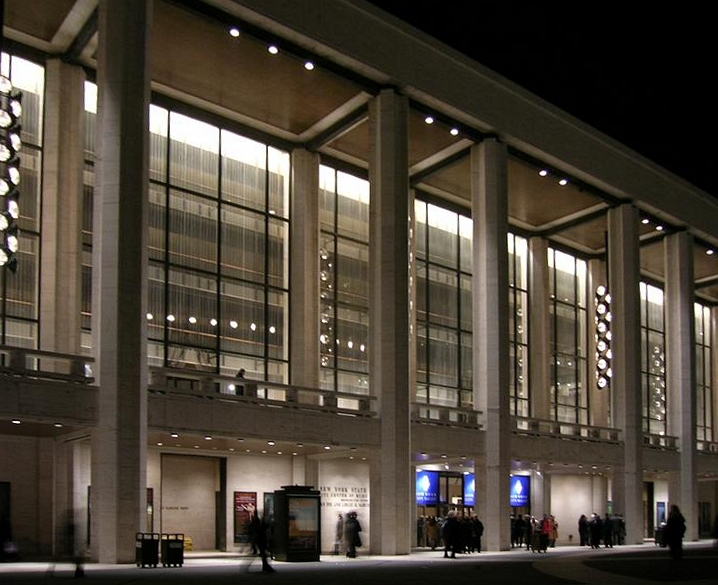
New York State Theater-New York City Opera

Durante las décadas de 1950 y 1960 también colaboró en varias producciones importantes de Broadway, entre ellas: The Time of the Cuckoo con Shirley Booth (1052-1953), Cabaret (1968), The Happy Time con Robert Goulet (1968), y  Fiddler on the Roof con Zero Mostel (1968). También realizó un renacimiento de Oscar Hammerstein II's South Pacific con Guy Lombardo.
En 1960, Serry surgió como intérprete en una de las primeras grabaciones estéreo de una orquesta de acordeón en un sello importante para Coral Records (CRL-57323, 1960) con instrumentistas tan destacados como: Joe Biviano, Carmen Carrozza, Angelo Di Pippo y Eugene Ettore. El conjunto de dieciséis acordeonistas utilizó acordeones de piano modificados para recrear los sonidos orquestales de varios instrumentos mientras interpretaban obras clásicas de: Rimsky-Korsakov, Karl Maria von Weber, Nicolo Paganini y Pyotr Ilyich Tchaikovsky. La grabación fue citada en la revista Billboard por su alto nivel de musicalidad.
Volviendo a la sala de conciertos clásica, sirvió como el acordeonista principal en las actuaciones del Nuevo Ballet puesta en escena con la música de Piotr Ilich Chaikovski (la Suite Orquestal No. 2 (Tchaikovsky)) en el Teatro Estatal de Nueva York -Lincoln Center (1969). La producción se realizó como parte de la temporada del 20 aniversario del New York City Ballet. Las actuaciones presentaron tanto la coreografía de Jacques d'Amboise en el estreno de su Suite Tchaikovsky como el arte de los músicos de la Orquesta de New York City Ballet bajo la dirección musical de Robert Irving (director de orquesta). Los principales bailarines en el cuerpo de baile incluyeron a Francisco Moncion (bailarín de ballet de la República Dominicana), Gerard Ebitz y Nina Fedorova.
En 1964 Serry compuso un concierto para acordeón titulado Concerto for Free Bass Accordion. La composición fue revisada para piano en 2002.

### Los 1970s a 2002: Conciertos litúrgicos

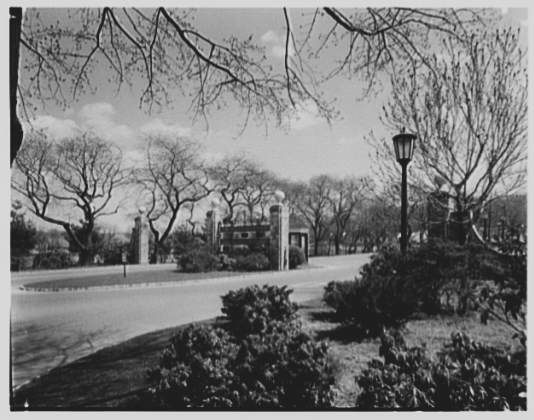
C.W. Post College, Brookville, Long Island. LOC gsc.5a29157

Como organista, tocó durante treinta y cinco años más, durante los servicios ecuménicos en la Interfaith Chapel, de la Universidad de Long Island C. W. Post Campus en Brookville, Nueva York. Además de eso, compuso y arregló música litúrgica ecuménica y música clásica, tanto para órgano y voz (1968-2002). Además de realizar música litúrgica regularmente durante las ceremonias de boda interreligiosa, compuso una "Marcha NupciaL" que se presentó durante la ceremonia de dedicación de la capilla. De acuerdo con las directrices ecuménicas y litúrgicas para las ceremonias de matrimonio interreligioso, Serry interpretó música sacra que refleja una variedad de tradiciones religiosas, que incluyen: Catolicismo, Protestantismo, Judaísmo y Iglesia ortodoxa. Sus conciertos fueron presentados antes de cada ceremonia de boda, tanto en el órgano Hammond como en el piano. El acompañamiento musical a menudo se proporcionaba para solistas vocales, Jazán y Chantre. Sus conciertos presentaron obras clásicas y contemporáneas de compositores como: Bach, Beethoven, Leonard Bernstein, John Denver, Mendelssohn, Jean-Joseph Mouret, Mozart, Purcell, Tchaikovsky, Satie, Vivadi, Wagner, Charles Widor y Andrew Lloyd Weber.
Serry produjo varios álbumes de discos que incluyen: Chicago Musette - John Serry and His Accordion (Versailles # 90 M 178, 1958) y Squeeze Play (Dot DLP 3024, 1956) que fue aclamado por la crítica en las revistas Billboard y Cash Box. Los críticos elogiaron su desempeño por proporcionar un estilo de actuación único, calmante y relajado. Incluido entre los selectios musicales estaba su arreglo y actuación de Granada de Agustín Lara y Eternally (Terry's theme) de Charlie Chaplin. Como miembro de la Viva America Orchestra con Alfredo Antonini, grabó varias canciones populares de América Latina con la vocalista Victoria Cordova (para Muzak Inc.), entre ellas: Amar y Vivir - Consuelo Valázquez Torres, Amor - Gabriel Ruiz Galindo, Passillo - Terig Tucci, Siboney - Ernesto Lecuona, Solamente una vez (You Belong to My Heart) - Agustín Lara, Tres Palabras - Osvaldo Farrés, What a Diff'rence a Day Made - María Grever, y Verde Luna - Vincente Gomez. En 1946 también colaboró con la Orquesta Alfredo Antonini y la vocalista Elsa Miranda para grabar otras canciones populares de América Latina, incluyendo: Caminito de tu Casa - Julio Alberto Hernández, Chapinita - Miguel Sandoval, La Zandunga - Máximo Ramón Ortiz, Tres Palabras - Osvaldo Farrés, y Noche de Ronda - Agustin Lara. La crítica de los álbumes en The New Records elogió la presentación de la orquesta y alabó la colección como uno de los mejores álbumes nuevos de música latinoamericana.
Al igual que muchos acordeonistas de su época, Serry tomó nota de las limitaciones del "Stradella Acordeón Chomático" mientras interpretaba música clásica. In 1940 diseño un modelo de un acordeón "Free-Bass" para ayudar en la interpretación de música clásica y composiciones de jazz sinfónico. Incorporó dos teclados para la mano izquierda del solista. Estaba basado en dos conjuntos de juncos que estaban sintonizadas en octaves. Este diseño proporcionó al solista una gama de tonos que excedía tres y media octavas. El diseño del teclado dual de Serry se ilustra a continuación:
```
    Teclado n.° 2__F__G__A__B__C__D__E__F__G__A__B__C__D__E__F__G__A__B__C__D__
    Teclado n.° 1___F#_G#_A#____C#_D#____F#_G#_A#____C#_D#____F#_G#_A#____C#___
    Teclado n.° 1__F__G__A__B__C__D__E__F__G__A__B__C__D__E__F__G__A__B__C__D__
```

### Muerte

Long Island
Manhasset Bay Panorama 1

Serry murió tras una breve enfermedad en Long Island, Nueva York en 2003, a la edad de 88 años. Varias de sus grabaciones y composiciones han sido archivadas con fines de investigación en la Biblioteca Nacional de Francia, la Biblioteca del Congreso de los Estados Unidos, la Biblioteca Pública de Nueva York- Colección de Investigación de Artes Escénicas y la Escuela de Música Eastman - Biblioteca Musical Sibley: Ruth T. Watanabe Colecciones Especiales - John J. Serry Sr Collection.
La discografía de Serry incluye los siguientes álbumes discográficos:
- Squeeze Play Dot Records (Catalogar #DLP-3024)(1956)[134][135][136][133]Lista de arreglos musicales: Garden in Monaco - arreglista musical Serry, Terry's Theme - Charlie Chaplin, When My Dreamboat Comes Home - Cliff Friend/Dave Franklin, Blue Bell - S. Stanley, Rockin' the Anvil - tema melódico por Giuseppe Verdi (Il trovatore - Anvil Chorus), Secret Love - Paul Francis Webster/Sammy Fain, Granada - Agustín Lara, Side By Side - Harry M. Woods, My Heart Cries For You - Percy Faith/Carl Sigman, Hawaiian Night - Hans Carste/Francis Vincente, Button Up Your Overcoat - DeSylva/Brown/Ray Henderson, Rock N Roll polka - Mort Lindsey/Skinner
- RCA Thesaurus - RCA Victor Transcriptions - serie de más de treinta obras, John Serry Sr. contribuyente arreglista y solista con Ben Selvin - Director de music (1954)[137][133]Lista de arreglos musicales: Allegro - Franz Joseph Haydn, The Gold Wedding (La Cinquantaine) - Jean Gabriel-Marie,Tango Of Love -John Serry, Shine On, Harvest Moon - Jack Noworth & Nora Bayes, My Melancholy Baby - Ernie Burnette & George A . Norton, Singin' in the Rain - Arthur Freed & Nacio Herb Brown, Nobody's Sweetheart - Elmer Schoebel/Gus Kahn, Chicago (That Toddlin' Town) -Fred Fisher, If You Knew Susie - Buddy DeSylva & Joseph Meyer, Somebody Stole My Gale - Leo Wood, Ta-ra-ra-Boom-de-ay - Paul Stanley, Old McDonald Had A Farm -música para niños, Beer Barrel Polka - Jaromir Vejvoda/Eduard Ingris, I Love Louisa - Arthur Schwartz/Howard Dietz, Oh You Beautiful Doll - Seymour Brown/Nat D. Ayer, Chinatown, My Chinatown - William Jerome/Jean Schwartz
- Pietro Deiro Presents the Accordion Orchestra - Coral Records - (Catalogar #CRL-57323)(1960) - como miembro de la orchestra [88][89][90] [87] Lista de selecciones musicales: Invitation to the Dance - Karl Maria von Weber, La Cumparsita - arreglista musical Joseph Biviano, La Chasse - Niccolo Paganini, Danse Chinoise - Pyotr Ilyich Tchaikovsky, Three Blind Mice - arreglista musical Joseph Biviano, Danse de Marlitens - Pyotr Ilyich Tchaikovsky, Walse de Fleur - Pyotr Ilyich Tchaikovsky, The Flight of the Bumble Bee - Nikolai Rimsky-Korsakov, The Rooster - Joe Biviano, Careless one cha-cha-cha - Joe Biviano
- Accordion Capers - Sonora Records - (Catalogar # MS 476) - como miembro de la Biviano Accordion and Rhythm Sextette (1947)[67][68][69]Lista de selecciones musicales: Little Brown Jug - Joseph Eastburn Winner, The Golden Weding (La Cinquantaine) - Jean Gabriel-Marie, Leone Jump - John Serry, Swing Low, Sweet Chariot - Wallace Willis, That's A Plenty - Lew Pollack, Scotch Medley - música folk, The Jazz Me Blues - Tom Delaney
- Latin American Music - Alpha Records (Catalogar # 12205A, 12205B, 12206A, 12206B) - como miembro de la Viva America Orchestra con Alfrdo Antonini - Director musical (1946)[138][139]Lista de selecciones musicales: Caminito de tu Casa - Julio Alberto Hernández, Chapinita - Miguel Sandoval, Adios Mariquita Linda - Marcos A. Jimenéz, Mi Nuevo Amor, La Zandunga - Andres Gutierrez/Máximo Ramón Ortiz, La Mulata Tomasa - Lazaro Quintero, Tres Palabras - Osvaldo Farrés, Noche De Ronda - Agustín Lara
- Leone Jump - Sonora Records (Catalogar # 3001B) - como miembro de la Biviano Accordion and Rhythm Sextette (1945)[140][141]
- Shep Fields and His Rippling Rhythm Orchestra - Bluebird Records - como el acordenoista en la orquesta con Shep Fields - Director de Orquesta (1938)[142]Lista de selecciones musicales (1938): A Stranger in Paree (#B-7566), I Wanna Go Back to Bali (#B-7566) - Harry Warren/Al Dubin, Cathedral in The Pines (#B-7553) - Charles Kenney/Nick Kenney, Somewhere With Somebody Else (#B-7555), That Feeling Is Gone (#B-7555), Good Evenin', Good Lookin (#B7553), My Walking Stick (#B-7592), Havin' Myself a Time (#B-7581) - Ralph Rainger/Leo Robin, Fare Thee Well, Annie Laurie (#B-7581),This Time It's Real (#B-7579),If It Rains Who Cares? (#B-7579), Now It Can Be Told (#B-7592) - Irving Berlin, I've Got A Pocketful of Dreams (#B-7581), In Any Language (#B-7604), Where In The World (#B-7604), Any Little Girl, That's A Nice Little Girl, Is the Right Little Girl For Me (#B-7606) - Thomas J. Gray/Fred Fisher, In The Merry Month of May (#B-7606), Don't Let That Moon Get Away (#B-7697) - Johnny Burke/James V. Monaco
- Shep Fields and His Rippling Rhythm Orchestra - Bluebird Records - como el acordenoista en la orquesta con Shep Fields - Director de Orquesta (1937)[143] Lista de selecciones musicales (1937): With A Smile and a Song (#B-7343) -Frank Church/Larry Morey, Whistle While You Work (#B-7343) - Frank Church/Larry Morey, It's Wonderful (#B-7333), I'm The One Who Loves You (#B-7333), There's A Moon Over The Old Mill(#B-7355) - Allie Wrubel/Herb Magidson, Goodnight, Angel (#B-7355) - Allie Wrubel/Herb Magidson, Bob White (Whatcha Gonna Swing Tonight?) (#B-7345) - Herb Hanighen/Johnny Mercer
- Chicago Musette - John Serry and His Accordion Versailles (Catalogar # 90M 178) lanzado en Francia (1958)[144][145][146]Lista de arreglos musicales: Rock and Roll Polka - Mort Lindsey/George Skinner, My Heart Cries For You - Percy Faith/Carl Sigman, Secret Love - Paul Webster/Sammy Fain, Granada- Agustín Lara

Varias de sus grabaciones y composiciones han sido archivadas con fines de investigación en la Biblioteca Nacional de Francia, La Biblioteca del Congreso de los Estados Unidos , la Biblioteca Pública de Nueva York - Colección de Investigación de Artes Escénicas, y la Escuela de Música Eastman - Biblioteca Musical Sibley - Ruth T. Watanabe Colecciones Especiales- John J. Serry Sr Collection. Incluido en los Archivos están los siguientes trabajos:
- Squeeze Play (1956) - grabar álbum y otros ejemplos de los puntajes musicales originales de Serry, (incluso:American Rhapsody y Concerto for Free Bass Accordion), arreglos y grabaciones han sido donados al Escuela de Música Eastman - Biblioteca Musical Sibley - Ruth T. Watanabe Colecciones Especiales - John J Sery Sr Collection.[147][133]
- RCA Thesaurus - RCA Victor Transcriptions - serie de más de treinta obras, John Serry Sr. contribuyente arreglista y solista con Ben Selvin - Director de music (1954), Una copia del álbum está archivada en la Colección John J. Serry Sr de la Universidad de Rochester - Escuela de Música Eastman - Biblioteca Musical Sibley - Colección Ruth T. Watanabe[148]
- Chicago Musette - John Serry et son accordéon - solista John Serry (1958) - una copia del álbum está archivada en la Biblioteca Nacional de Francia en París, Francia.[149][150][151]
- The Syncopated Accordionist - autor John Serrapica (1952) - una copia del libro circula en la Biblioteca del Congreso de los Estados Unidos en Washington, D.C., Estados Unidos de América[152]
- Top Ten Accordion Solos - Easy to Play - editor John Serrapica (1954) - una copia de la partitura musical circula en la Biblioteca del Congresso de los Estados Unidos en Washington, D.C., USA[153]
- Valse - música por Tchaikovsky arreglada por Serry (1946) - una copia de la partitura musical circula en la Biblioteca Británica en London, Inglaterra[154]
- La Culebra - compositor John Serry (1950 y 1991) - una copia de la partitura musical circula en Juilliard School of Music - Lila Acheson Wallace Library, New York, USA[155][133]
- African Bolero - compositor John Serry (1950 y 1991) - una copia de la partitura música circula en Juilliard School of Music - Lila Acheson Wallace Library, New York, USA[156][133]
- Latin American Music - Serry como miembro de la Orquesta Viva America con Alfredo Antonini - Director de Orquesta (1946) - una copia de dos álbumes de sonido de 78 RPM está archivada en la Biblioteca del Congressso de los Estados Unidos en Washington, D.C., USA en Library of Congress Online Catalog en cataloc.loc.gov[157]
- It's a Grand Night For Singing: Excerpt from a radio program ("Program of the three Americas") - Columbia Broadcasting System- La Cadena de Las Américas - Serry como miembro de la Orquesta Viva America con Alfredo Antonini - Director de Orquesta (1945) - una copia de la grabaciín de sonido circula en Biblioteca Pública de Nueva York, USA[158][159]
- Victoria Cordova - Serry como un miembro de la Orquesta con Alfredo Antonini - Director de Orquesta grabado para Muzak (194?) - las grabaciones de sonido se archivan en la Biblioteca del Congreso de Los Estados Unidos en Washington, D.C. USA,[160][161][162][163] Lista de selecciones musicales: Verde Luna - Vincente Gomez, Tres Palabras - Osvaldo Farrés, What a Difference a Day Made- María Grever, You Belong to My Heart - Agustín Lara, I Love You So Much, Say It Isn't So - Irving Berlin, How Deep Is the Ocean - Irving Berlin, I Don't Want to Love You (Like I Do), Me Ensenastes a Quere (Just To Know That You Care), "Temor (There's Still a Little Time). Siboney - Ernesto Lecuona, Acurrucadita, Amor - Gabriel Ruiz, Sone, Tu Nombre, Lucero Mananero, Cancion del Alma, Muy Tarde, Noche de Luna, Amar y Vivir - Consuela Velázquez Torres, Crueldad", A Perfect Day - Carrie Jacobs-Bond, Edelma - Pasillo - Terig Tucci

## Estilo de música
Serry utilizó un estilo de interpretación que integraba completamente el acordeón en el conjunto orquestal clásico. Esto se logró equilibrando el sonido orquestal del acordeón con las técnicas de concietro robustas más familiares utilizadas por un solista.  A través del uso juicioso de la cámara de tonos del acordeón (Cassotto) y sus registros de tonos, Serry complementó toda la gama de timbres que se encuentran en la orquesta, incluidos: violínes, violonchelos, oboes, clarinetes y flautas. Evitó cuidadosamente el uso de "golpes de fuelle" prolongados o "glissandos exagerados" en sus actuaciones. Los críticos notaron que en el proceso creó una gran variedad de estilos musicales de una manera elegante. También fue aplaudido por preservar un estilo relajante mientras actuaba tanto en el acordeón "Stradella acordeón cromático" como en el acordeón "Bassetti Free Bass".

## Obras

### Composiciones y arreglos publicados
- Desert Rumba (para el acordeón, 1939; editor Antobal Music, 1951)[168]
- Glissando (para el acordeón, editor Biviano Music, 1942)[169][168]
- Tarantella (para el acordeón, 1942; editor Alpha Music, 1955)[168]
- Valse (compositor Piotr Ilich Chaikovski, arreglado para el acordeón, editor Viccas Music, 1946)[170]
- Fantasy In F (para el acordeón, editor Viccas Music, 1946)[171][172][168]
- Consolation Waltz (para el acordeón, editor O. Pagani & Bro., 1948)[173]
- Uncle Charlie's Polka (para el acordeón, editor O.Pagani Bro., 1948)[174]
- The Bugle Polka (para el acordeón, editor O. Pagani Bro., 1948)[175]
- Leone Jump (para el acordeón, editor Pietro Deiro, 1956)[176][177][178][168]
- La Culebra (para el acordeón, 1950; arreglado para acordeón y flauta 1950, arreglado para flauta solo 1991; editor Antobal Music, 1951)[179][168]
- African Bolero (para el acordeón, 1950; arreglado para accordeon y flauta; 1950, arreglado para flauta solo 1991; editor Antobal Music, 1951)[180][168]
- The Syncopated Accordionist (para el acordeón, editor Charles Colin, 1952)[181][182]
- The First Ten Lessons For Accordion (para el acordeón, editor Alpha Music, 1952)
- Accordion Method Books I, II, III, IV (para el acordeón, editor Alpha Music, 1953)
- Rhythm-Airs For Accordion (editor John Serry, editor Charles Colin & Bugs Bower, 1953)[183]
- La Cinquantaine (m. Jean Gabriel Marie, arreglado para el cuarteto de acordeón, editor Alpha Music, 1954)[168]
- Allegro (m. Franz Joseph Haydn, arreglado para el cuarteto de acordeón, editor Alpha Music, 1954)[168]
- Top Ten Accordion Solos – Easy To Play (editor: John Serrapica, editor Alpha Music, 1954)[184][185]
- Junior Accordion Band Series (arreglado para el cuarteto de acordeón, editor Alpha Music, 1955)
- Tango Verde (m. Romero, arreglado para el cuarteto de acordeón, editor Alpha Music, 1955)
- Holiday In Rio (m. Terig Tucci, arreglado para el cuarteto de acordeón, editor Alpha Music, 1955)
- En Tu Reja (m. Romero, arreglado para el cuarteto de acordeón, editor Alpha Music, 1955)
- Tango Of Love (arreglado para el cuarteto de acordeón, editor Alpha Music, 1955)[186][168]
- Manolas (m. Escobar, arreglado para el cuarteto de acordeón, publisher Alpha Music, 1955)
- Petite Tango (arreglado para el cuarteto de acordeón, editor Alpha Music, 1955)[187]
- I Get a Kick Out of You (m. Cole Porter, arr. violins, three accordions, vibes, guitar, bass, drums, piano, 195?)[188]
- Mimi (m. Richard Rodgers, arr. violins, three accordions, vibes, guitar, bass, drums, and piano, 195?)[189]
- The One I Love (m. Isham Jones, arr. violins, three accordions, vibes, guitar, bass, drums, and piano, 195?)[190]
- Swingin' Down the Lane (m. Isham Jones, arr. violins, three accordions, vibes, guitar, bass, drums, and piano, 195?)[191]
- Tico Tico (m. Zequinha de Abreu, arr. three accordions, guitar, bass and piano, 195?)[192]
- Garden In Monaco (para el acordeón, editor Alpha Music, 1956)[193][168]
- Rockin' The Anvil (para el acordeón, editor Alpha Music, 1956)[194]
- Selected Accordion Solos (arreglado para el acordeón, editor Alpha Music, 1956)
- Spooky Polka (para el acordeón, editor Alpha Music, 1957)[168]
- Reeds In A Rush (para el acordeón, editor Alpha Music, 1957)[168]
- American Rhapsody (para el acordeón, editor Alpha Music, 1957)[168]

### Composiciones no publicadas
- Invitation to Jive (para tres acordeones, guitarra y bajo, 1946)[195]
- The Lost Tango (para el acordeón, Palabras por Edward Steinfeld, 1956)[196]
- Processional for Organ (marcha nupcial litúrgica para órgano, 1968)[168]
- Cocktails in Spain ( para marimba, percusión, guitarra, bajo, órgano, 1957)[197]
- Falling Leaves (para piano, 1976)[198][168]
- Elegy (liturgical Elegía para órgano, 1984; revisado 1991)[168]
- Three Songs of Love (para voz y piano, poemas de David Napolin, 1986)[199]
- A Savior Is Born (Christmas litúrgico para órgano y voz, 1991)[200]
- Dreams Trilogy (para piano, 1991)[168]
- The Lord's Prayer (litúrgico Padre nuestro para órgano y coro, 1992)[201]
- Lamb of God (himno litúrgico para coro de flauta y bajo, 1994)[202]
- Five Children's Pieces (para piano, 1996)[168]

### Composiciones avanzadas
Las composiciones de Serry en los géneros jazz sinfónico y música clásica incluyen:
- American Rhapsody (para el acordeón, 1955: editor Alpha Music 1957; transcrito para piano, 2002)[203][133][204]
- Concerto for Free Bass Accordion (para el acordeón, 1966; transcrito para piano, 1995–2002, inédito, a.k.a. Concerto in C Major for Bassetti Accordion)[205][206][168][207]

## Discografía
- Squeeze Play Dot Records (Catalogar #DLP-3024)(1956)[134][135][136]Lista de arreglos musicales: Garden in Monaco - arrelista musical Serry, Terry's Theme - Charlie Chaplin, When My Dreamboat Comes Home - Cliff Friend/Dave Franklin, Blue Bell - S. Stanley, Rockin' the Anvil - teme melódico por Giuseppe Verdi (Il trovatore - Anvil Chorus), Secret Love - Paul Francis Webster/Sammy Fain, Granada - Agustín Lara, Side By Side - Harry M. Woods, My Heart Cries For You - Percy Faith/Carl Sigman, Hawaiian Night - Hans Carste/Francis Vincente, Button Up Your Overcoat - DeSylva/Brown/Ray Henderson, Rock N Roll polka - Mort Lindsey/Skinner
- RCA Thesaurus - RCA Victor Transcriptions - serie de más de treinta obras, John Serry Sr. contribuyente arreglista y solista con Ben Selvin - Director de music (1954)[137][168]Lista de arreglos musicales: Allegro - Franz Joseph Haydn, The Gold Wedding (La Cinquantaine) - Jean Gabriel-Marie,Tango Of Love -John Serry, Shine On, Harvest Moon - Jack Noworth & Nora Bayes, My Melancholy Baby - Ernie Burnette & George A . Norton, Singin' in the Rain - Arthur Freed & Nacio Herb Brown, Nobody's Sweetheart - Elmer Schoebel/Gus Kahn, Chicago (That Toddlin' Town) -Fred Fisher, If You Knew Susie - Buddy DeSylva & Joseph Meyer, Somebody Stole My Gale - Leo Wood, Ta-ra-ra-Boom-de-ay - Paul Stanley, Old McDonald Had A Farm -música para niños, Beer Barrel Polka - Jaromir Vejvoda/Eduard Ingris, I Love Louisa - Arthur Schwartz/Howard Dietz, Oh You Beautiful Doll - Seymour Brown/Nat D. Ayer, Chinatown, My Chinatown - William Jerome/Jean Schwartz
- Pietro Deiro Presents the Accordion Orchestra - Coral Records - (Catalogar #CRL-57323)(1960) - como miembro de la orchestra [88][89][90] [87] Lista de selecciones musicales: Invitation to the Dance - Karl Maria von Weber, La Cumparsita - arreglista musical Joseph Biviano, La Chasse - Niccolo Paganini, Danse Chinoise - Pyotr Ilyich Tchaikovsky, Three Blind Mice - arreglista musical Joseph Biviano, Danse de Marlitens - Pyotr Ilyich Tchaikovsky, Walse de Fleur - Pyotr Ilyich Tchaikovsky, The Flight of the Bumble Bee - Nikolai Rimsky-Korsakov, The Rooster - Joe Biviano, Careless one cha-cha-cha - Joe Biviano

- Accordion Capers - Sonora Records - (Catalogar # MS 476) - como miembro de la Biviano Accordion and Rhythm Sextette (1947)[67][68][69]Lista de selecciones musicales: Little Brown Jug - Joseph Eastburn Winner, The Golden Weding (La Cinquantaine) - Jean Gabriel-Marie, Leone Jump - John Serry, Swing Low, Sweet Chariot - Wallace Willis, That's A Plenty - Lew Pollack, Scotch Medley - música folk, The Jazz Me Blues - Tom Delaney
- Latin American Music - Alpha Records (Catalogar # 12205A, 12205B, 12206A, 12206B) - como miembro de la Viva America Orchestra con Alfrdo Antonini - Director musical (1946)[138][139]Lista de selecciones musicales: Caminito de tu Casa - Julio Alberto Hernández, Chapinita - Miguel Sandoval, Adios Mariquita Linda - Marcos A. Jimenéz, Mi Nuevo Amor, La Zandunga - Andres Gutierrez/Máximo Ramón Ortiz, La Mulata Tomasa - Lazaro Quintero, Tres Palabras - Osvaldo Farrés, Noche De Ronda - Agustín Lara
- Granada - Decca Records - (Catalogar # 23770A) - como miembro de la Alfredo Antonini Orquesta con vocalista Néstor Mesta Cháyres (1946)[208]
- Leone Jump - Sonora Records (Catalogar # 3001B) - como miembro de la Biviano Accordion and Rhythm Sextette (1945)[140][141][209]
- Tres Palabras y Esta Noche Ha Pasado - Columbia Records (Catalogar # 6201-X) - como el acordenoista en la CBS Pan American Orquesta con Alfredo Antonini - Director de Orquesta y Vocalista - Luis G. Roldán (194?)[210][211]
- Asi y Somos Diferentes - Columbia Records (Catalogar # 6202-X) - como el acordenoista en la CBS Pan American Orquesta con Alfredo Antonini - Director de Orquesta y Vocalista - Luis G. Roldán (194?)[212][213]
- La Palma y Rosa Negra - Pilotone Records (Catalogar # P45 5067, # P45 5069) - como el acordenoista en la CBS Viva America Orquesta con Alfredo Antonini  - Director de Orquesta con las Vocalistas Los Panchos Trio (194?)[214]
- El Bigote de Tomas y De Donde - Columbia Records (Catalogar # 36666) - Serry como el acordenoista en la CBS Típica Orquesta con Alfredo Antonini - Director de Orquesta con cantante de tenor lírico  Juan Arvizu  (194?)[215]Lista de canciones: El Bigote de Tomas - Valie, De Donde - María Grever
- Mi Sarape y Que Paso? - Columbia Records (Catalogar # 36665) - Serry como el acordenoista en la CBS Típica Orquesta con Alfredo Antonini Director de Orquesta y CBS Típica Orquesta con cantante de tenor lírico Juan Arvizu (194?)[216]Lista de canciones: Mi Sarape - María Grever, Que Paso? - Cortazar
- Viva Sevilla! y Noche de Amor - Columbia Records (Catalogar # 36664) - Serry como el acordenoista en la CBS Típica Orquesta con Alfredo Antonini Director de Orquesta y CBS Típica Orquesta con cantante de tenor lírico Juan Arvizu  (194?)[217]Lista de canciones: Viva Sevilla! - Lavidad/Delmoral, Noche de Amor - Tchaikovsky arr. Arvizu/Antonini
- Shep Fields and His Rippling Rhythm Orchestra - Bluebird Records - como el acordenoista en la orquesta con Shep Fields - Director de Orquesta (1938)[142]Lista de selecciones musicales (1938): A Stranger in Paree (#B-7566), I Wanna Go Back to Bali (#B-7566) - Harry Warren/Al Dubin, Cathedral in The Pines (#B-7553) - Charles Kenney/Nick Kenney, Somewhere With Somebody Else (#B-7555), That Feeling Is Gone (#B-7555), Good Evenin', Good Lookin (#B7553), My Walking Stick (#B-7592), Havin' Myself a Time (#B-7581) - Ralph Rainger/Leo Robin, Fare Thee Well, Annie Laurie (#B-7581),This Time It's Real (#B-7579),If It Rains Who Cares? (#B-7579), Now It Can Be Told (#B-7592) - Irving Berlin, I've Got A Pocketful of Dreams (#B-7581), In Any Language (#B-7604), Where In The World (#B-7604), Any Little Girl, That's A Nice Little Girl, Is the Right Little Girl For Me (#B-7606) - Thomas J. Gray/Fred Fisher, In The Merry Month of May (#B-7606), Don't Let That Moon Get Away (#B-7697) - Johnny Burke/James V. Monaco
- Shep Fields and His Rippling Rhythm Orchestra - Bluebird Records - como el acordenoista en la orquesta con Shep Fields - Director de Orquesta (1937)[143] Lista de selecciones musicales (1937): With A Smile and a Song (#B-7343) -Frank Church/Larry Morey, Whistle While You Work (#B-7343) - Frank Church/Larry Morey, It's Wonderful (#B-7333), I'm The One Who Loves You (#B-7333), There's A Moon Over The Old Mill(#B-7355) - Allie Wrubel/Herb Magidson, Goodnight, Angel (#B-7355) - Allie Wrubel/Herb Magidson, Bob White (Whatcha Gonna Swing Tonight?) (#B-7345) - Herb Hanighen/Johnny Mercer
- Chicago Musette - John Serry and His Accordion Versailles (Catalogar # 90M 178) lanzado en Francia (1958)[144][145][146]Lista de arreglos musicales: Rock and Roll Polka - Mort Lindsey/George Skinner, My Heart Cries For You - Percy Faith/Carl Sigman, Secret Love - Paul Webster/Sammy Fain, Granada- Agustín Lara

## Archivo
- John J. Serry Sr Collection (2016) - La "John J. Serry Sr. Collection" archivo en la Biblioteca de Música Sibley de la Escuela de Música Eastman -la Universidad de Rochester dentro del Departamento de Colecciones Especiales de Ruth T. Watanabe contiene ejemplos seleccionados de las partituras, arreglos y composiciones originales de Serry. Grabaciones en LP, cintas de grabación de carrete a carrete de sus actuaciones, artículos biográficos y otros materiales de referencia biográfica que han sido donados con fines de archivo en beneficio tanto de investigadores como de estudiantes.[218]
- Squeeze Play (1956) - grabar álbum y otros ejemplos de los puntajes musicales originales de Serry, (incluso:American Rhapsody y Concerto for Free Bass Accordion), arreglos y grabaciones han sido donados al Escuela de Música Eastman - Biblioteca Musical Sibley - Ruth t. Watanabe Colecciones Especiales.[147][168]
- RCA Thesaurus - RCA Victor Transcriptions - serie de más de treinta obras, John Serry Sr. contribuyente arreglista y solista con Ben Selvin - Director de music (1954), Una copia del álbum está archivada en la Colección John J. Serry Sr de la Universidad de Rochester - Escuela de Música Eastman - Biblioteca Musical Sibley - Colección Ruth T. Watanabe[148]
- Chicago Musette - John Serry et son accordéon - solista John Serry (1958) - una copia del álbum está archivada en la Biblioteca Nacional de Francia en París, Francia.[149][150][151]
- El catálogo Discografía de Grabaciones Históricas Estadounidenses de la Universidad de California en Santa Bárbara incluye varias de las grabaciones maestras de las actuaciones de Serry con la Shep Fields Rippling Rhythm Jazz Orchestra en la ciudad de Nueva York (1937-1938), a las que se puede acceder en línea a través de transmisión auditiva.[219]
- The Syncopated Accordionist - autor John Serrapica (1952) - una copia del libro circula en la Biblioteca del Congreso de los Estados Unidos en Washington, D.C., Estados Unidos de América[152]
- Top Ten Accordion Solos - Easy to Play - editor John Serrapica (1954) - una copia de la partitura musical circula en la Biblioteca del Congresso de los Estados Unidos en Washington, D.C., USA[153]
- Valse - música por Tchaikovsky arreglada por Serry (1946) - una copia de la partitura musical circula en la Biblioteca Británica en London, Inglaterra[154]
- La Culebra - compositor John Serry (1950 y 1991) - una copia de la partitura musical circula en Juilliard School of Music - Lila Acheson Wallace Library, New York, USA y en la Colección John J. Serry Sr de la Universidad de Rochester - Escuela de Música Eastman - Biblioteca Musical Sibley - Colección Ruth T. Watanabe[155][220][148]
- African Bolero - compositor John Serry (1950 y 1991) - una copia de la partitura música circula en Juilliard School of Music - Lila Acheson Wallace Library, New York, USA y en la Colección John J. Serry Sr de la Universidad de Rochester - Escuela de Música Eastman - Biblioteca Musical Sibley - Colección Ruth T. Watanabe.[156][221]
- Latin American Music - Serry como miembro de la Orquesta Viva America con Alfredo Antonini - Director de Orquesta (1946) - una copia de dos álbumes de sonido de 78 RPM está archivada en la Biblioteca del Congressso de los Estados Unidos en Washington, D.C., USA en Library of Congress Online Catalog en cataloc.loc.gov[157]
- It's a Grand Night For Singing: Excerpt from a radio program ("Program of the three Americas") - Columbia Broadcasting System- La Cadena de Las Américas - Serry como miembro de la Orquesta Viva America con Alfredo Antonini - Director de Orquesta (1945) - una copia de la grabaciín de sonido circula en Biblioteca Pública de Nueva York, USA[158][159]
- Victoria Cordova - Serry como un miembro de la Orquesta con Alfredo Antonini - Director de Orquesta grabado para Muzak (194?) - las grabaciones de sonido se archivan en la Biblioteca del Congreso de Los Estados Unidos en Washington, D.C. USA,[160][161][162][222] Lista de selecciones musicales: Verde Luna - Vincente Gomez, Tres Palabras - Osvaldo Farrés, What a Difference a Day Made- María Grever, You Belong to My Heart - Agustín Lara, I Love You So Much, Say It Isn't So - Irving Berlin, How Deep Is the Ocean - Irving Berlin, I Don't Want to Love You (Like I Do), Me Ensenastes a Quere (Just To Know That You Care), Temor (There's Still a Little Time). Siboney - Ernesto Lecuona, Acurrucadita, Amor - Gabriel Ruiz, Sone, Tu Nombre, Lucero Mananero, Canción del Alma, Muy Tarde, Noche de luna - canción popular ucraniana, Amar y Vivir - Consuela Velázquez Torres, Crueldad", A Perfect Day - Carrie Jacobs-Bond, Edelma - Pasillo - Terig Tucci
- Granada - Serry como miembro de Alfredo Antonini Orquesta con Director de Orquesta - Alfredo Antonini y Vocalista Néstor Mesta Cháyres - la grabación de sonido está archivada en línea en Archive.org.[223]
- Leone Jump y Swing Low, Sweet Chariot y The Jazz Me Blues y Nursery Rhymes - Serry como miembro de Joe Biviano Accordion and Rhythm Sextette - la grabación de sonido está archivada en línea en Archive.org[224]Lista de selecciones musicales: Leone Jump - John Serry Sr., Swing Low, Sweet Chariot - Wallace Willis, The Jazz Me Blues - Tom Delaney, Nursery Rhymes - rimas infantiles
- Tres Palabras y Esta Noche Ha Pasado - Serry como miembro de la CBS Pan American Orquesta con Director de Orquesta - Alfredo Antonini y Vocalista Luis G. Roldán - la grabación de sonido está archivada en línea en Archive.org.[225][226]Lista de selecciones musicales: Tres Palabras -  Osvaldo Farrés, Esta Noche Ha Pasado - M. Sabre Marroquin
- Asi y Somos Diferentes - Serry como miembro de la CBS Pan American Orquesta con Director de Orquesta - Alfredo Antonini y Vocalista Luis G. Roldán - la grabación de sonido está archivada en línea an frontera.library.ucla.edu.[227][228]Lista de selecciones musicales: Asi - María Grever, Somos Diferentes - Pablo Beltrán Ruíz
- La Palma y Rosa Negra - Serry como miembro de la CBS Viva America Orquesta con Director de Orquesta - Alfredo Antonini y Vocalistas Los Panchos Trio - la grabación de sonido está archivada en línea en Archive.org.[229]Lista de selecciones musicales: La Palma (Danza Cueca Chilena), Rosa Negra (Conga)
- El Bigote de Tomas y De Donde - Serry como miembro de la CBS Típica Orquesta con Director de Orquesta - Alfredo Antonini y cantante de tenor lírico Juan Arvizu - la grabación de sonido está archivada en línea en Archive.org.[230]Lista de selecciones musicales: El Bigote de Tomas - Valie, De Donde - María Grever
- Mi Sarape y Que Paso? - Serry como miembro de la CBS Típica Orquesta con Director de Orquesta - Alfredo Antonini y cantante de tenor lírico Juan Arvizu - la grabación de sonido está archivada en línea en Archive.org.[231]Lista de selecciones musicales: Mi Sarape - María Grever,  Que Paso? - Cortazar
- Viva Sevilla! y Noche de Amor - Serry somo miembro de la CBS Típica Orquesta con DIrector de Orquesta - Alfredo Antonini y cantante de tenor lírico Juan Arvizu - la grabación de sonido está archivada en línea en Archive.org.[232]Lista de selecciones musicales: Viva Sevilla! - Lavidad/Delmoral, Noche de Amor - Tchaikovsky arr. Arvizu/Antonini